# بين هال (مؤرخ)
بين هال (بالإنجليزية: Ben Hall)‏ هو مؤرخ ورعي الغنم وجزار أسترالي، ولد في 9 مايو 1837 في نيوساوث ويلز في أستراليا، وتوفي في 5 مايو 1865 في Billabong Creek ‏ في أستراليا بسبب إصابة بعيار ناري.

## وصلات خارجية
- بين هال على موقع الموسوعة البريطانية (الإنجليزية)